# 삼척여자고등학교
삼척여자고등학교(三陟女子高等學校)는 대한민국 강원특별자치도 삼척시 남양동에 있는 공립 고등학교이다.

## 학교 연혁
- 1953년 4월 23일 : 삼척여자고등학교 3학급 설립인가
- 1953년 4월 23일 : 초대 이규섭 교장 취임
- 1953년 6월 15일 : 개교식(삼척공업학교 가정과 1,2,3학년 편입으로 개교)
- 1954년 3월 23일 : 제1회 졸업식
- 1984년 9월 1일 : 중·고 분리
- 1984년 11월 25일 : 현 위치로 이전
- 2003년 12월 13일 : 보통과 7학급으로 학과 개편
- 2009년 10월 27일 : 신교사 준공
- 2025년 1월 3일 : 제72회 졸업식(졸업생 누계 15,731명)
- 2025년 3월 1일 : 제28대 안정수 교장 취임
- 2025년 3월 4일 : 2025학년도 입학식 거행(신입생 114명)

## 참고 자료
- 삼척여자고등학교 - 한국교육학술정보원 학교알리미